# Китайски серау
Китайският серау (Capricornis milneedwardsii) е вид бозайник от семейство Кухороги (Bovidae). Видът е почти застрашен от изчезване.

## Разпространение и местообитание
Разпространен е във Виетнам, Камбоджа, Китай, Лаос, Мианмар и Тайланд.
Обитава гористи местности, национални паркове, планини, възвишения, хълмове, склонове, поляни, храсталаци, плата и езера.

## Описание
Популацията на вида е намаляваща.